# سیارک ۱۴۱۱۶
سیارک ۱۴۱۱۶ (به انگلیسی: 14116 Ogea، نامگذاری:1998QC40) چهارده هزار و صد و شانزدهمین سیارک کشف شده‌است که در ۱۷ اوت ۱۹۹۸ کشف شد.
قدر مطلق سیارک برابر ۱۹.۵ است.